# 塞夫尔埃及餐具

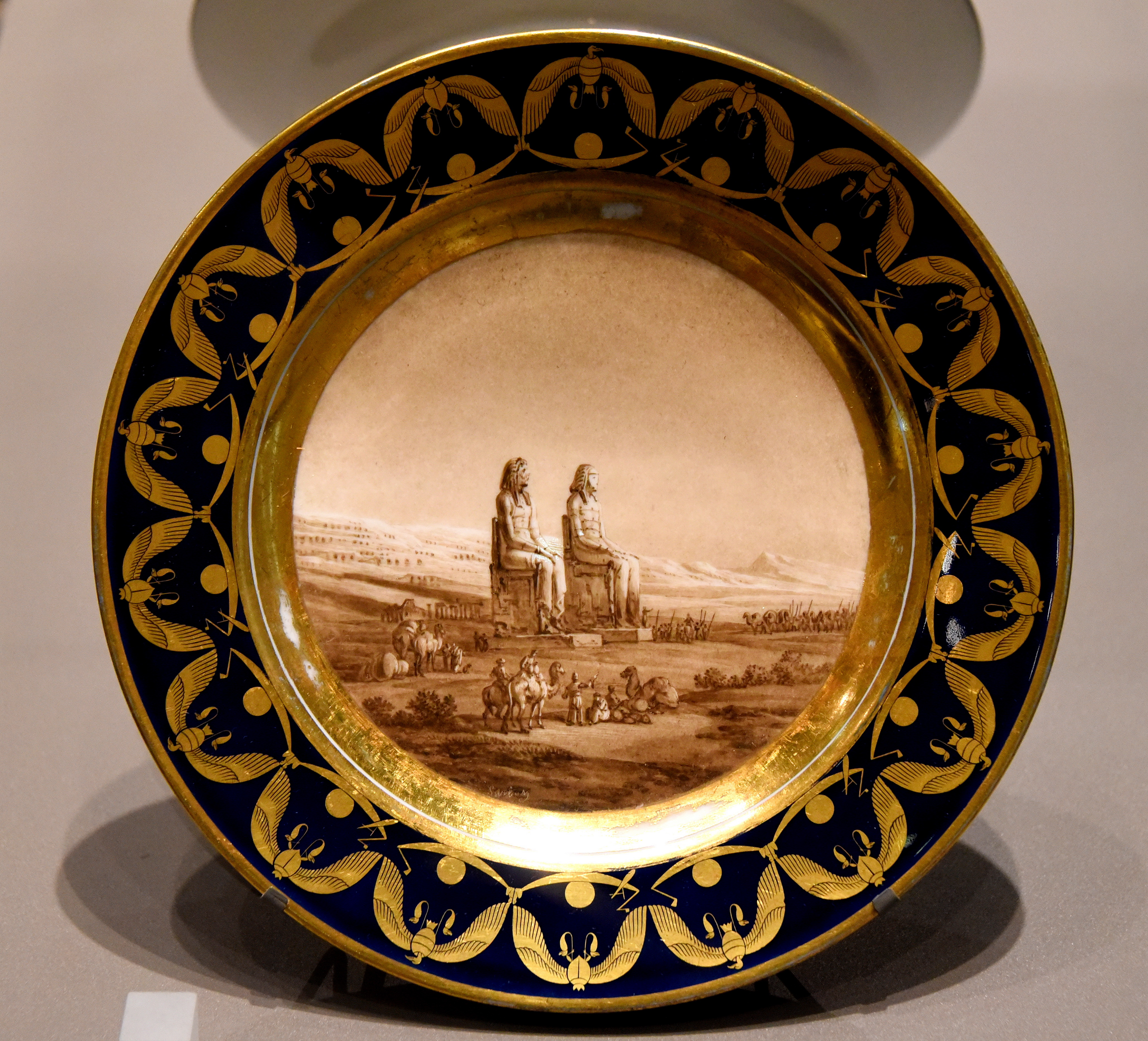
第二套塞夫尔埃及餐具中的一张餐碟，绘有曼农巨像图案

塞夫尔埃及餐具是法兰西第一帝国期间塞夫尔国家陶瓷制造局制造的两套餐具。其中，第一套餐具在1804年至1806年间为拿破仑一世所打造，后来1808年被拿破仑赠予亚历山大一世，作为庆祝《蒂尔西特条约》签署的外交礼物，现藏于库斯科沃的瓷器博物馆。第二套餐具制于1810年至1812年间，绘有维旺·德农创作的一些埃及图景。拿破仑本想将它送给自己的妻子约瑟芬·德·博阿尔内，但被她以“太过严肃”为由拒绝。这套餐具随后流传到路易十八手上，他将餐具赠予威灵顿公爵阿瑟·韦尔斯利。这套餐具现由维多利亚和阿尔伯特博物馆租赁给英格兰遗产委员会在阿普斯利邸宅展出。